# منج (لردگان)
مُنج مرکز بخش منج از توابع شهرستان لردگان در استان چهارمحال و بختیاری است.

## جمعیت
بر پایه سرشماری عمومی نفوس و مسکن در سال ۱۳۹۵ جمعیت این شهر ۲٬۴۹۱ نفر (۵۸۱ خانوار) بوده‌است.